# Eleição para governador do Maine em 2010
A eleição para governador do estado norte-americano do Maine de 2010 foi realizada em 2 de novembro de 2010, e elegeu o sucessor do governador democrata John Baldacci. Os candidatos que estavam corfimados nas cédulas  foram (em ordem alfabética por sobrenome): Eliot Cutler (Independente), Paulo LePage (republicano), Libby Mitchell (Democrata), Shawn Moody (Independente), e Kevin Scott (Independente).
Com 94% das urnas apuradas, o Bangor Daily News apontava LePage como vencedor da eleição. Cutler ficou em segundo lugar com 36,7% dos votos (menos de 7.500 votos de diferença), enquanto Mitchell estava com 19%. Moody e Scott tinha 5% e 1%, respectivamente. Dois dias depois da eleição, com 99% das urnas apuradas, LePage abriu vantagem de mais de 10.000 votos.
No maior condado do estado o Condado de Cumberland, Cutler venceu a eleição com 41%.